# Zethus chalybeus
Zethus chalybeus är en stekelart som beskrevs av Henri Saussure 1852. Zethus chalybeus ingår i släktet Zethus och familjen Eumenidae. Inga underarter finns listade i Catalogue of Life.